# 생사결 (2017년 영화)
《생사결》(狂獸, 狂兽, The Brink)은 중국에서 제작된 이자준 감독의 2017년 액션, 스릴러 영화이다. 장진 등이 주연으로 출연하였고 정 바오루이 등이 제작에 참여하였다.

## 출연

### 주연
- 장진
- 여문락
- 문영산

### 조연
- 임가동
- 태보
- 오월

## 기타
- -무술감독: 이충지